# تخنه
تخنه (انگلیسی: Techne؛ یونانی: τέχνη) در فلسفه یونان باستان مفهومی فلسفی است که به ساختن یا انجام دادن اشاره دارد. امروزه تعریف و استفاده مدرن از «دانش رویه‌ای» مشابه تعریف یونان باستان از تخنه است، درحالی‌که دانش رویه‌ای می‌تواند شامل شاخه‌های مختلفی مانند ریاضیات، هندسه، پزشکی، بلاغت، فلسفه موسیقی و نجوم نیز باشد.
برای مثال، یکی از تعاریفی که ارسطو ارائه کرده‌است: «حالتی است که شامل عقل حقیقی مربوط به تولید است».

## برای‌مطالعه‌بیشتر
- دان، جوزف. ۱۹۹۷. بازگشت به زمین ناهموار: «فرونسیس» و تکنه در فلسفه مدرن و در ارسطو. نوتردام، در: انتشارات دانشگاه نوتردام. شابک ‎۹۷۸–۰۲۶۸۰۰۶۸۹۱، شابک 978-0268006891.